# Widawa (gromada w powiecie wrocławskim)
Widawa – dawna gromada, czyli najmniejsza jednostka podziału terytorialnego Polskiej Rzeczypospolitej Ludowej w latach 1954–1972.
Gromady, z gromadzkimi radami narodowymi (GRN) jako organami władzy najniższego stopnia na wsi, funkcjonowały od reformy reorganizującej administrację wiejską przeprowadzonej jesienią 1954 do momentu ich zniesienia z dniem 1 stycznia 1973, tym samym wypierając organizację gminną w latach 1954–1972.
Gromadę Widawa z siedzibą GRN w Widawie (obecnie w granicach Wrocławia) utworzono – jako jedną z 8759 gromad na obszarze Polski – w powiecie wrocławskim w woj. wrocławskim, na mocy uchwały nr 32/54 WRN we Wrocławiu z dnia 2 października 1954. W skład jednostki weszły obszary dotychczasowych gromad Widawa, Lipa Piotrowska, Polanowice, Rędzin i Świniary ze zniesionej gminy Widawa w tymże powiecie. Dla gromady ustalono 26 członków gromadzkiej rady narodowej.
31 grudnia 1961 do gromady Widawa włączono wsie Krzyżanowice, Psary i Szymanów ze zniesionej gromady Psary w powiecie trzebnickim w tymże województwie.
31 marca 1970 do gromady Widawa włączono: a) wieś Kłokoczyce z gromady Łozina, b) wsie Biskupice Widawskie, Biskupiczki i Raków Mały z gromady Wisznia Mała – w powiecie trzebnickim w tymże województwie.
Gromada przetrwała do końca 1972 roku, czyli do kolejnej reformy gminnej.